# Kilimandżaro (wzgórze)

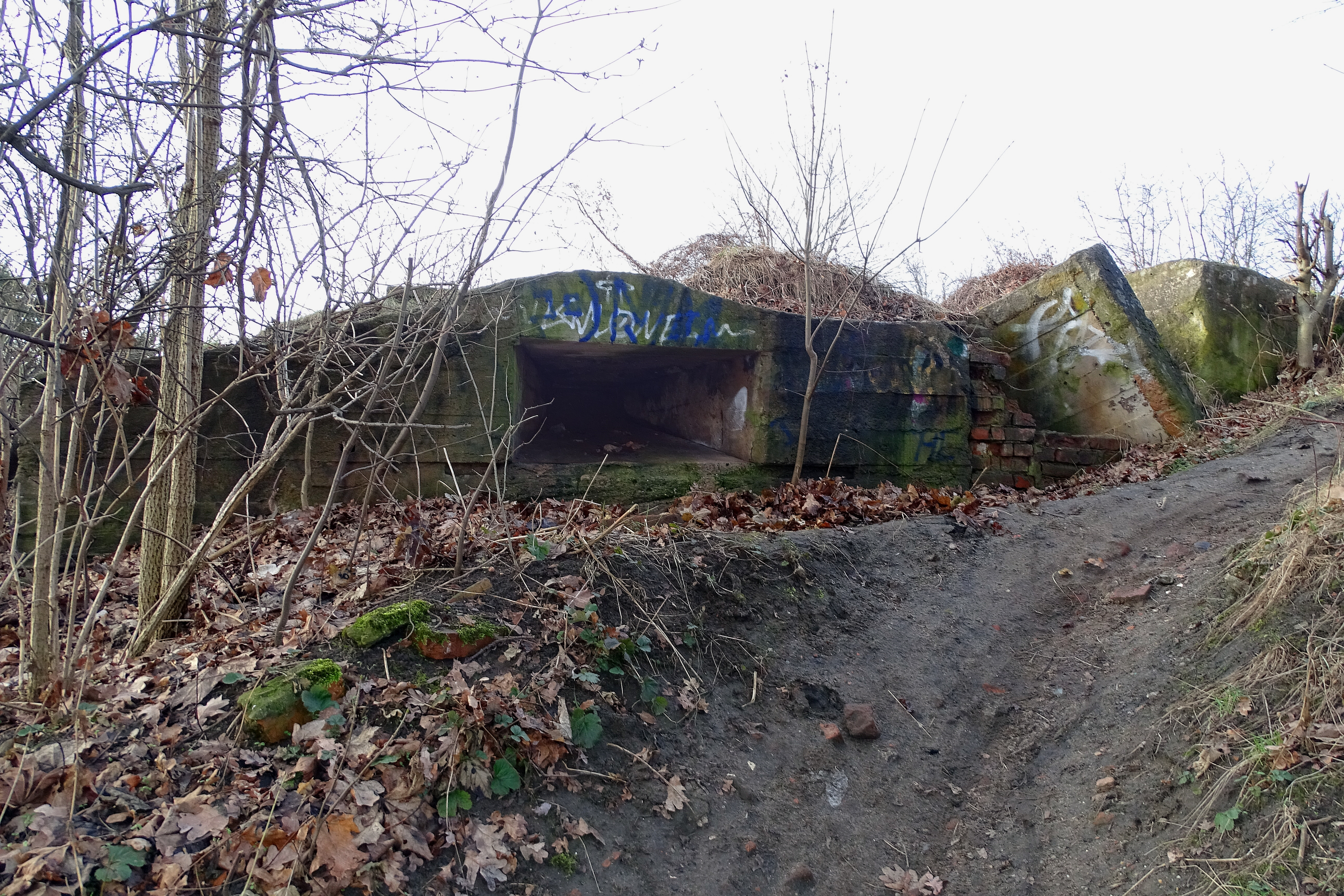
Poniemiecki wysadzony schron obserwacyjno-bojowy na szczycie Wzgórza Kilimandżaro Wrocław, widok od wschodu. Zbudowany pod koniec II wojny światowej.

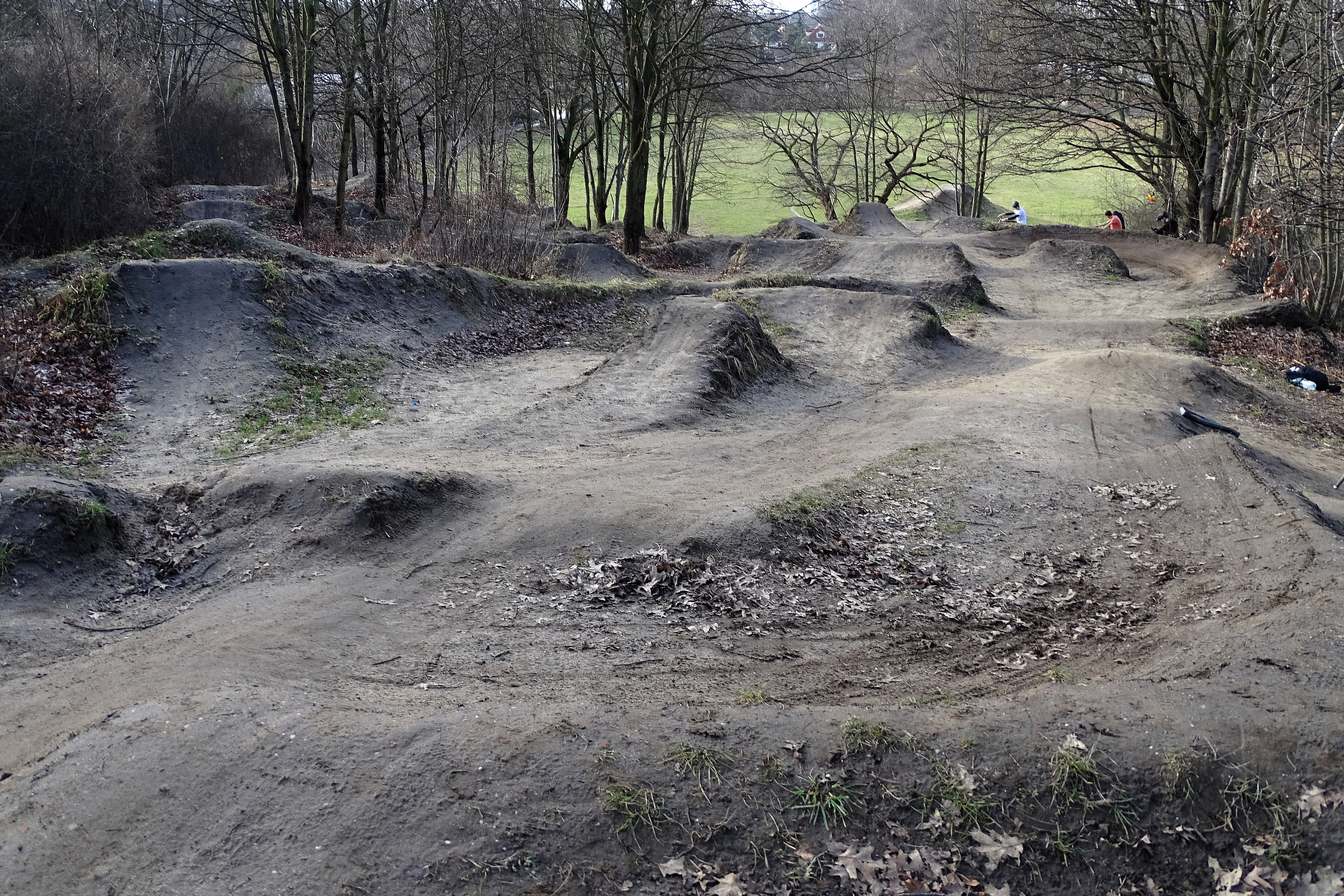
Pumptrack na zachodnim zboczu Wzgórza Kilimandżaro

Kilimandżaro (niem. Leerbeuteler Rodelüberg) – sztucznie usypane wzniesienie położone na osiedlu Zalesie we Wrocławiu przy ulicy Fryderyka Chopina. Wysokość bezwzględna wzniesienia wynosi 134 m n.p.m..
Wzgórze zostało usypane z mułu i żwiru wykopywanego pod budowę Kanału Powodziowego, a następnie przysypane warstwą gleby o grubości 0,5 metra, oraz zalesione drzewami liściastymi.
Na południe od wzgórza znajdują się tereny kąpieliska „Morskie Oko” i innych obiektów sportowo-rekreacyjnych. Na zachód od niego zaczyna się osiedle Zacisze, a na północy znajduje się Kanał Powodziowy rzeki Odry. Natomiast wschód, to pas zieleni wzdłuż Kanału Powodziowego.
Na wzgórzu i u jego podnóża przeprowadzano zawody motokrosowe. Obecnie znajdują się tu liczne ścieżki – trasy rowerowe o różnym stopniu trudności. Przeprowadzane były także zawody rowerowe, np. Otwarte mistrzostwa Wrocławia w kolarstwie górskim. Skocznię narciarską zaprojektował prof. Andrzej Teisseyre.
Istnieje wiele pomysłów i koncepcji zagospodarowania atrakcyjnego terenu wzgórza. W 2001 r. taka koncepcja była opracowana dla miasta Wrocławia. Przewidywała między innymi stok narciarski, tor saneczkowy, punkt widokowy i inne atrakcje. W chwili obecnej wzgórze i jego najbliższe otoczenie pozostają niezagospodarowane.